# 金承志
金承志（1987年—），中国大陆指挥家、作曲家、歌手，上海彩虹室内合唱团艺术总监、指挥。他出生于中华人民共和国浙江省温州市鹿城区。2016年，金承志创作、上海彩虹室内合唱团演出的歌曲《张士超你到底把我家钥匙放哪里了》以其“一本正经胡说八道”的歌词，搭配史诗级大气磅礴的曲风走红网络，成为2016年的一首神曲。

## 个人经历
金承志自幼跟随指挥家邹跃飞、作曲家郑小冰学习钢琴与音乐理论。2007年考入中国音乐学院指挥系，先后师从王燕副教授与吴灵芬教授，同年开始尝试作曲。大學時代曾創作溫州話歌曲《再也不見》。后到上海音乐学院借读并于2012年毕业。
2010年，金承志和几个同学组建了上海彩虹室内合唱团。